# 이란 (여말선초)
이란(李蘭, 1357년 ~ 1428년 8월 5일)은 고려 말기의 무신이자 조선 초기의 무신, 군인이자 왕족이다. 본관은 전주이고, 자는 백형(伯馨), 호는 청헌(淸軒), 시호는 문장(文莊)이다. 조선 태조 이성계의 이복형이자 사촌형인 영성군(永城君) 이천계(李天桂)의 아들이며, 이천계는 환조 이자춘의 둘째 아들로, 큰아버지 완창대군(完昌大君) 이자흥(李子興)의 양자로 입적되었다. 따라서 이란은 태조 이성계의 당질(堂姪, 오촌조카)이 된다. 사후 아들 이사철의 출세로 증 대광보국숭록대부 의정부좌의정에 추증되었다가 다시 고종 때 가서 밀양군에 추봉되었다. 포은 정몽주, 삼봉 정도전의 문인이다.

## 생애
영성군(永城君)에 추봉된 이천계(李天桂)의 장남이다. 고려 말 포은 정몽주, 삼봉 정도전의 문하에서 성리학을 수학하고 1377년(고려 우왕 2) 별시에 급제하여 한주(翰注)를 지냈다. 1392년 7월 조선 개국 후 개국원종공신에 수록되었다.
1400년(정종 2년) 제2차 왕자의 난 당시 우군 장군(右軍將軍)으로 재직하며 회안대군 방간의 편에 가담했다가 패배하고 그해 2월 유배형을 받았다. 그러나 조선 태종 즉위 후 복권되어 소윤(小尹)을 역임하였다. 1412년 3월에는 대호군(大護軍)이 되어 사직(司直) 조복초(趙復初) 등과 함께 한성 정선방(貞善坊)의 돌다리 공사를 감독하였다. 그러나 다리가 무너지자 사헌부로부터 근무태만, 감독태만의 이유를 들어 만들 때에 견고하게 하지 못하여 무너지게 만든 죄를 청하였으나 태종이 이를 무마시켰다.
1413년에는 권희달(權希達)이 거가를 해주(海州)로 호송했을 때, 술을 마시고 상호군(上護軍) 왕인(王隣), 황상(黃象) 등과 함께 시비가 붙어서 구타사건이 벌어져 물의를 빚기도 했다. 1415년에는 조선 태조의 기신을 전후해서 박거비의 집에 모여서 술을 마시고 기생을 데려다가 놀았다가 사헌부에 발각되어 탄핵을 당했다. 사헌부는 권보(權堡)와 이난(李蘭)·김서(金敍)·이맹유(李孟㽥)를 의금부에 내려서 율(律)에 따라 논죄(論罪)하게 하였다. 권보 등은 태조의 기신(忌晨)에 박거비(朴去非)의 집에 모여서 술을 마시며 기생을 불러 풍악을 베풀었는데, 이때에 이르러 일이 발각되어 규탄했던 것이다. 그러나 태종은 공신의 자제라고 논하지 않게 했다. 이후 그의 과전은 빼앗겼다가 1417년 5월에 환급되었다.
이후 내금위 첨절제사(內禁衛僉節制使)가 되었다가 1424년(세종 6년) 8월에는 세종대왕에게 밭 1결을 선물로 하사받았다. 1428년 2월 좌군 동지총제(左軍同知摠制), 보국숭록대부 이조판서를 거쳐 동지총제(同知摠制) 전라도 처치사(全羅道處置使)로 부임하였다. 1428년 8월 5일 임지에서 사망하였다. 사후 아들 이사철의 출세로 증 대광보국숭록대부 의정부좌의정에 증직되었다. 1872년(고종 9) 임신년에 밀양군에 추봉되고 영종정경에 추증되었다. 사후 경기도 금릉(金陵) 계좌(癸坐)에 안장되고, 세덕사(世德祠)에 배향되었다. 부인은 정경부인 증 부부인 파평윤씨로 제학 윤사우(尹師愚)의 딸이고, 같은 언덕에 따로 안장되었다.

## 가계
- 증조부 : 조선 도조
- 할아버지 : 완창대군(完昌大君) 이자흥(李子興)
- 할머니 : 한양 조씨
- 아버지 : 영성군(永城君) 이천계(李天桂)
- 어머니 : 부부인 밀양 박씨 - 판부사 박종건의 딸
- 부인 : 정경부인 증 부부인 파평 윤씨 - 제학 윤사우의 딸
  - 아들 : 파원군 이양덕(坡原君 李陽德)
  - 아들 : 파천군 이사명(坡川君 李思明)
  - 아들 : 파성군 이사철(坡城君 李思哲)

## 같이 보기
- 이천계
- 이원계
- 이사명
- 이사철